# Pouteria lanatifolia
Pouteria lanatifolia är en tvåhjärtbladig växtart som först beskrevs av Pieter van Royen, och fick sitt nu gällande namn av Willem Willen Vink. Pouteria lanatifolia ingår i släktet Pouteria och familjen Sapotaceae. Inga underarter finns listade i Catalogue of Life.